# Nandufe
Nandufe ist ein Ort und eine ehemalige Gemeinde (Freguesia) im portugiesischen Kreis Tondela. Die Gemeinde hatte 612 Einwohner (Stand 30. Juni 2011).
Am 29. September 2013 wurden die Gemeinden Nandufe und Tondela zur neuen Gemeinde União das Freguesias de Tondela e Nandufe zusammengeschlossen.